# Districte de Kamonyi
El districte de Kamonyi és un akarere (districte) de la província del Sud, a Ruanda. La seva capital és Gihinga.

## Sectors
El districte de Kamonyi està dividit en 12 sectors (imirenge): Gacurabwenge, Karama, Kayenzi, Kayumbu, Mugina, Musambira, Ngamba, Nyamiyaga, Nyarubaka, Rugalika, Rukoma i Runda.